# بازغير (همت أباد)
بازغیر (بالفارسية: بازگیر) هي مستوطنة تقع في إيران في قسم همت أباد الريفي. يقدر عدد سكانها بـ 31 نسمة .